# Агни
Агни (санск. अग्नि agni - огањ, ватра) је ригведско божанство ватре и пошиљалац жртава боговима.Такође је и бог божанског знања, који води људе ка боговима. Он је један од најзначајнијих ведских богова.
Агни се описује као румен и са два лица, једним благотворним и другим злим.
У Ригведи се понекад поистовећује са Рудром, претечом Шиве.